# Noblesse oblige
La traduzione dal francese di noblesse oblige è "la nobiltà comporta obblighi".

## Definizione sul dizionario
Il Dictionnaire de l'Académie française lo definisce in questo modo:

1. Chiunque dichiara di essere nobile deve comportarsi in modo nobile.
2. (Figurativamente) Si deve agire in modo da conformarsi alla posizione e alla reputazione che ci si è guadagnati.

Secondo l'Oxford English Dictionary il termine "suggerisce che un lignaggio nobile costringa ad un comportamento onorevole; un privilegio imponga responsabilità". Essere nobili significa avere delle responsabilità da osservare, da portare avanti e così via. Non si deve semplicemente trascorrere il proprio tempo in occupazioni oziose.

## Significato e varianti
Noblesse oblige è usato generalmente per sottintendere che con ricchezza, potere e prestigio subentrano responsabilità. L'espressione è talvolta usata in modo derisorio, nel senso di responsabilità sociale condiscendente o ipocrita. In modo particolare, nella lingua inglese americana, il termine è stato anche applicato più estesamente a chi è capace di semplici gesti atti ad aiutare il prossimo, di solito chi è meno fortunato.
Nella discussione etica viene talvolta usato per riassumere un'economia morale, dove il privilegio deve essere bilanciato dal dovere verso coloro che mancano di tale privilegio o che non possono adempiere a tale compito.
Infine attualmente viene utilizzato principalmente per riferirsi alla responsabilità pubblica del ricco, famoso e potente, specialmente nel fornire buoni esempi di comportamento o per superare gli standard minimi di decenza.

## Storia ed esempi
Nell'Iliade, libro XII, versi 310-328, Sarpedone pronuncia un famoso discorso di noblesse oblige prima di attaccare le difese argive.
Nel Vangelo secondo Luca, Gesù conferma il concetto, dicendo "a chiunque fu dato molto, molto sarà chiesto; a chi fu affidato molto, sarà richiesto molto di più". (Luca 12:48 Bibbia)
In Le Lys dans la vallée, scritto nel 1835 e pubblicato nel 1836, Honoré de Balzac raccomanda al giovane certi comportamenti di base, concludendo che "ogni cosa che ti ho appena detto può essere sintetizzata in un'antica parola: noblesse oblige".
Venne annotato anche in una lettera del 1837 scritta da F. A. Kemble: "per essere sicuri, se l'obbligo nobiliare (noblesse oblige) fa, la regalità deve fare ancora di più".
William Faulkner usa il termine molte volte nei suoi romanzi e racconti, incluso il famoso L'urlo e il furore (The Sound and the Fury) e Una rosa per Emily (A Rose for Emily).
Nel romanzo di Robert A. Heinlein, Oltre il tramonto (To Sail Beyond the Sunset), Dr. Johnson dice, "il tuo uomo ordinario comprende la cortesia cavalleresca? Noblesse oblige? Le regole di condotta aristocratiche? La responsabilità personale per il bene dello stato? È come se uno cercasse il pelo su una rana". Egli trattò anche il concetto nella Via della Gloria (Glory Road) dove la sua Stella del Giudizio (Wisdom Star), Imperatrice di Venti Universi fa osservare al suo campione che "Noblesse oblige è un'emozione percepita solo dalla vera nobiltà".
Nel libro Atene sotto processo (Athens on Trial), Jennifer Tolbert Roberts fornisce un esempio di noblesse oblige nelle liturgie dell'antica Atene: le spese pubbliche si assegnavano a chi possedeva ricchezza, come armare navi da guerra, tenere lauti pranzi e allestire cori per le rappresentazioni teatrali. Ella annota: "Il ricco era comprensibilmente ambivalente nell'esercitare questa sorta di 'privilegio'; la noblesse oblige potrebbe essere molto costosa".
(John Ralston Saul)
(George William Russell)
Una versione moderna di ciò può essere trovata alle origini del personaggio Uomo Ragno della Marvel Comics: "con il grande potere subentra la grande responsabilità" (originariamente una citazione attribuita a Winston Churchill), sebbene Stan Lee non abbia dichiarato di essere stato consapevole di una particolare teoria morale (come la noblesse oblige) quando l'espressione gli venne originariamente in mente.
La frase viene usata come motto per la National Honor Society.
Noblesse oblige è il motto del Calasanctius College (Irlanda), Colvin Taluqdars' College (India), e Holy Names High School (Stati Uniti d'America).
Nei film Disney Mary Poppins, Mr. Banks canta una canzone intitolata La vita che conduco (The Life I Lead), il cui testo dice: "Son signor del maniero | il capo, il re | e coi vassalli, servi, figli, moglie | uso forza ma bontà |noblesse oblige!"
Nel film Amazing Grace il Duca di Clarence, successivamente Guglielmo IV del Regno Unito, usa questo termine per salutare il precursore della fine della tratta degli schiavi William Wilberforce, sebbene fosse un anacronismo.
Nell'anime giapponese Hakushaku to Yousei (Conte e fata) il protagonista Edgar annota che il suo rivale Ulisse non ha nessuna conoscenza di "noblesse oblige" quando sacrifica il suo proprio spirito per incomodare Edgar.
Nell'anime (Ashita no Nadja) prodotto da Izumi Tōdō, uno dei personaggi principali Francis Harcourt compie atti altruistici verso i poveri e più bisognosi elogiando talvolta il motto Noblesse oblige, trasmessogli dalla madre negli anni precedenti alla morte.
Nell'anime del 2009, Higashi no Eden (Eden d'Oriente), "noblesse oblige" sembra essere, sia il motto della Seleção (Scelta), che un segno ricorrente di cose a venire. Ad ognuno dei dodici Seleçao vengono dati dieci miliardi di yen da spendere "per il bene della nazione". Il loro motto gli ricorda di spendere in modo saggio il loro denaro.
Nella serie televisiva del 2006, Kamen Rider Kabuto, Tsurugi Kamishiro impara la noblesse oblige dal suo maggiordomo, Jiiya. ("una nobile azione deve essere nobilmente resa"). Dopo aver lavorato insieme a Arata Kagami, Tsurugi dice, "la tua Noblesse Oblige... il tuo nobile gesto mi ha toccato. Mi lasci chiamare il tuo amico?" Così risponde in questo episodio quando Tsurugi desidera ripagare Arata per la sua "nobile amicizia".
Nella canzone What Do the Simple Folk Do (Cosa fa la gente semplice) dal musical Camelot, in riferimento a Guinevere viene detto che la "gente non è obbligata nobilmente".
Inoltre l'ultimo album del gruppo Punkreas si intitola proprio "Noblesse Oblige", con un chiaro riferimento alla responsabilità che i potenti italiani e mondiali "dovrebbero" dimostrare (purtroppo senza risultati concreti nella realtà) nei confronti dei popoli sottoposti al peso dell'attuale crisi economico-sociale.